# Manulife Financial Corporation
Manulife Financial Corporation (in francese Financière Manuvie, in precedenza  The Manufacturers Life Insurance Company) è una compagnia assicurativa multinazionale canadese e fornitrice di servizi finanziari con sede a Toronto, Ontario. La società opera in Canada e in Asia come "Manulife" e negli Stati Uniti principalmente attraverso la sua divisione John Hancock Financial. A dicembre 2021, la società impiegava circa 38.000 persone, aveva 119.000 agenti sotto contratto e gestiva (AUM) CA$ 1,4 trilioni di patrimonio.
Manulife è la più grande compagnia assicurativa del Canada e il 28° gestore di fondi al mondo in base alle attività istituzionali in gestione (AUM) a livello mondiale.
Manulife Bank of Canada è una consociata interamente controllata da Manulife.

## Storia
La Manulife venne costituita come "The Manufacturers Life Insurance Company" con un atto del Parlamento il 23 giugno 1887, e fu guidata dal primo ministro canadese, John A. Macdonald, e dal vicegovernatore dell'Ontario, Alexander Campbell (all'epoca non esistevano linee guida sui conflitti di interesse e non era insolito che personaggi pubblici fossero coinvolti nell'industria privata). L'idea per la compagnia venne a JB Carlile, che arrivò in Canada come agente per la North American Life Assurance Company.  Fu la sua esperienza diretta a costituire il portafoglio prodotti della nuova compagnia.
Nel 1890 la società cercò di aggiungere ulteriore supporto finanziario, nominando nel consiglio importanti uomini d'affari di Toronto, WG Gooderham e Edward Roper Curzon Clarkson, la cui società di contabilità - Clarkson Gordon & Co - forniva i servizi di revisione per la società. La compagnia vendette la sua prima polizza fuori dal Canada alle Bermuda nel 1893, dove nello stesso anno la compagnia aveva aperto la sua prima agenzia ausiliaria. Nel 1894, le polizze furono vendute a Grenada, Giamaica e Barbados; Trinidad e Tobago e Haiti nel 1895; Honduras britannico, Guyana britannica, Cina e Hong Kong britannica nel 1897.
Nel 1901, Manulife si fuse con la Temperance and General Life Assurance Company, una compagnia assicurativa canadese con sede a Toronto che forniva tariffe preferenziali agli astemi. Manulife continuò a offrire tariffe agli astemi fino agli anni '20.

Ex logo Manulife dal 1996 al 2018

Nel 1931, aprì la sua prima filiale nella Cina meridionale a British Hong Kong. Poco dopo, si affermò come una delle principali compagnie di assicurazione sulla vita nella regione con filiali a Macao, Shantou e Amoy.
Nel 1958, gli azionisti votarono per cambiare la sua forma giuridica da società per azioni a società mutua, rendendo la società di proprietà privata dei suoi assicurati.
Nel 1984, Manulife annunciò di aver acquisito la Dominion Life Assurance Company con sede a Waterloo, Ontario, un accordo che includeva l'acquisto di tutte le azioni in circolazione della società da Lincoln National. Dominion Life fu fondata a Waterloo nel 1889 e Manulife si impegnò con la comunità a mantenere una presenza significativa a Waterloo. Nel 1988, Manulife aprì un nuovo edificio per uffici di cinque piani al 500 King Street North a Waterloo per ospitare la sua divisione canadese.
Nel 1996, la società ha stipulato un accordo con Sinochem per formare la Zhong Hong Life Insurance Co. Ltd. con sede a Shanghai, la prima compagnia di assicurazioni sulla vita in joint venture in Cina; le è stata concessa una licenza che l'ha resa il secondo assicuratore straniero a cui è stato consentito il rientro in Cina. Nello stesso anno, la società si è fusa con la North American Life.
Nel 1999 fu approvata dagli assicurati-azionisti la demutualizzazione della società. Le azioni di Manulife, la holding di The Manufacturers Life Insurance Company e delle sue controllate, iniziarono a essere negoziate alla Borsa di Toronto (TSX), alla Borsa di New York (NYSE), alla Borsa delle Filippine (PSE) con il ticker "MFC" e alla Borsa di Hong Kong (SEHK) con il ticker "945". 

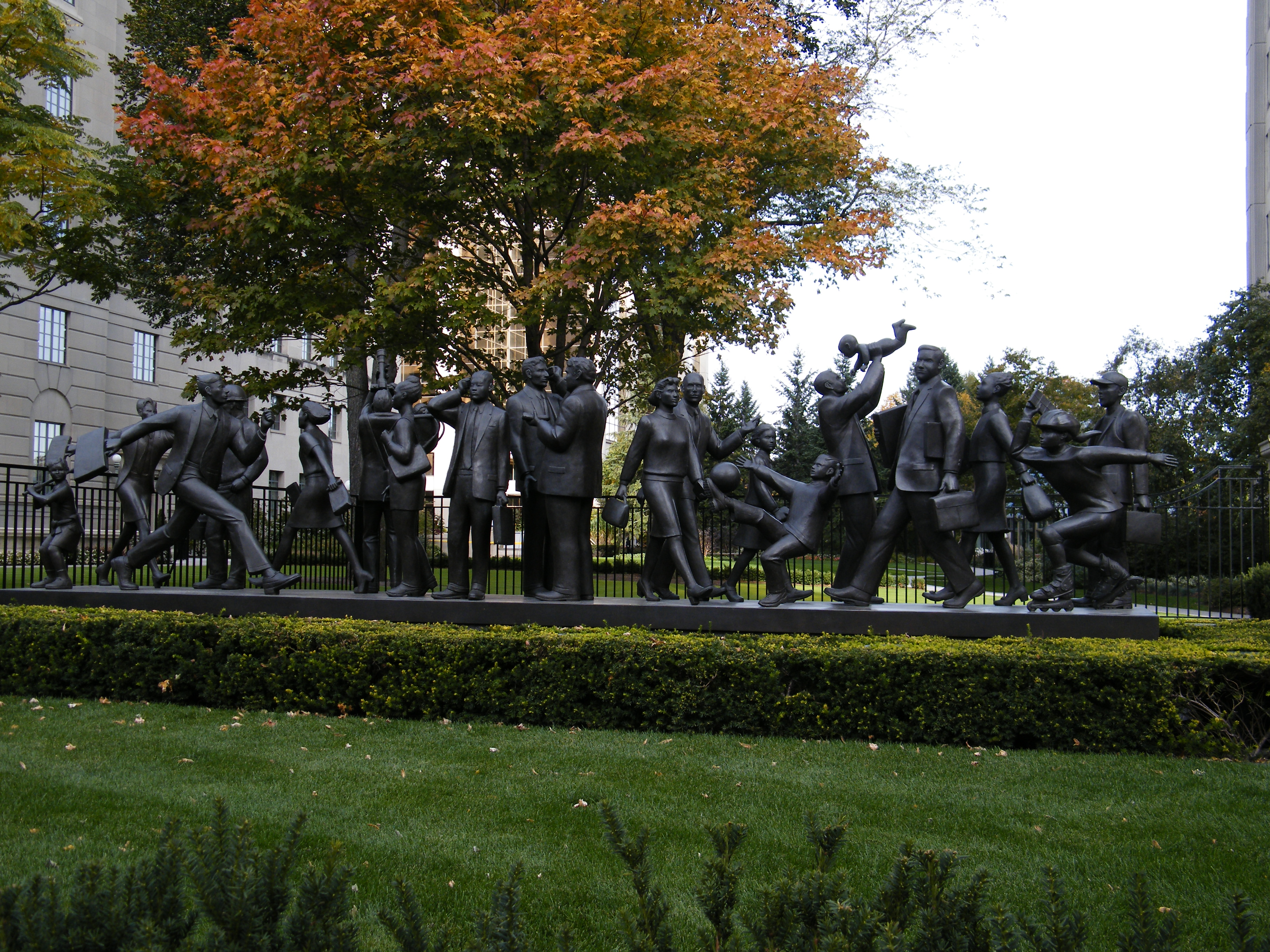
"Community" commissionato da Manulife Financial a Kirk Newman (2001) - Toronto, Canada

Nel 2003, Manulife-Sinochem ha ricevuto l'approvazione per una filiale a Pechino, la prima licenza multi-filiale concessa a una joint venture di assicurazioni sulla vita a capitale straniero. L'azienda è  autorizzata a operare in più di 50 città cinesi. Il 29 settembre 2003, Manulife acquisisce la compagnia assicurativa John Hancock Financial con sede a Boston (inclusa una sussidiaria canadese, Maritime Life) per 10,4 miliardi di dollari in una fusione stock-for-stock.  Inizialmente la nuova società fu guidata dall'amministratore delegato di John Hancock, David F. D'Alessandro, che si dimise nel giugno 2004.
Nel 2008 Gail Cook-Bennett è stata la prima donna a ricoprire il ruolo di Presidente del Consiglio di Amministrazione. Nel settembre 2009, nuova acquisizione: l'attività canadese di fondi di investimento al dettaglio di AIC. Un mese più tardi, nell'ottobre 2009, altro acquisto: Pottruff & Smith Travel Insurance Brokers Inc., un broker canadese e amministratore di terze parti di assicurazioni di viaggio. Nel 2010 rileva il 49% di proprietà di Fortis Bank SA/NV in ABN AMRO TEDA Fund Management Co. Ltd. La nuova joint venture, Manulife TEDA Fund Management Company Ltd. (Manulife TEDA), fornisce la tradizionale gestione patrimoniale retail e istituzionale per i clienti in Cina. L'altro 51% è di proprietà di Northern International Trust, parte di Tianjin TEDA Investment Holding Co., Ltd. (TEDA).
Nel giugno 2012, l'azienda ha aperto Manulife Cambodia, con sede a Phnom Penh. Nel 2013 Richard DeWolfe  diventa presidente del consiglio di amministrazione della società, subentrando a Gail Cook-Bennett, che si è ritirata dopo essere stata 34 anni nel consiglio. Nel 2009, Donald Guloien, il chief investment officer, ha sostituito  Dominic D'Alessandro come presidente e CEO della società. Poco prima della sua partenza, D'Alessandro modificò il suo pacchetto pensionistico: le restricted units maturerebbero solo per un totale di 10 milioni di dollari se le azioni raggiungessero i 36 dollari entro la fine del 2011, e riceverebbe 5 milioni di dollari se le azioni raggiungessero i 30 dollari. Ciò è avvenuto in risposta alla reazione degli azionisti alla prima perdita trimestrale mai registrata dall'azienda nella sua storia pubblica. Sotto la guida di Guloien, le prime iniziative sono state un taglio dei dividendi e un'offerta azionaria per rafforzare i livelli di capitale di Manulife, rendendo difficile per il prezzo delle azioni raggiungere i livelli target necessari per la maturazione del progetto.
Nel 2014, Manulife Financial ha semplificato il suo logo e il suo marchio per riferirsi a se stessa solo come Manulife al di fuori degli Stati Uniti.  Nel settembre dello stesso anno, Manulife ha rilevato le attività canadesi di Standard Life per una commissione di circa 3,7 miliardi di dollari. Nell'aprile 2015 la firma di una partnership con DBS Bank, fornendo a Manulife l'accesso esclusivo ai clienti DBS a Singapore, Hong Kong, Cina e Indonesia in cambio di un pagamento iniziale di 1,2 miliardi di dollari. Nel giugno 2015, Manulife-Sinochem è diventata la prima compagnia di assicurazioni sulla vita in joint-venture a capitale straniero in Cina autorizzata a vendere fondi comuni di investimento.
Nell'aprile 2016, Manulife è stata la prima compagnia assicurativa canadese a offrire un'assicurazione sulla vita alle persone sieropositive, che hanno un'età compresa tra i 30 e i 65 anni e soddisfano alcuni altri criteri per le polizze assicurative sulla vita che pagherebbero fino a 2 milioni di dollari in caso di morte. Nel maggio 2016, il fondo di investimento immobiliare Manulife US è diventato una società pubblica tramite un'offerta pubblica iniziale alla Borsa di Singapore.
Nell'aprile 2020, Manulife ha acquistato il 49% dell'allora società privata Mahindra AMC of India e l'ha rinominato JV Mahindra Manulife Investment Management Company.
Nel novembre 2023 è stata annunciata l'acquisizione da parte di Manulife di CQS, un hedge fund. La transazione si è conclusa il 3 aprile 2024.